# Félix Rodrigo Mora
Félix Rodrigo Mora (Soria, 1951) es un escritor, historiador y filósofo político español autodidacta. Autor de libros y artículos, y prolífico conferenciante, es un estudioso crítico de las formas de Estado, los sistemas de gobierno e investigador de la sociedad rural popular.
Hasta 2007 formó parte del colectivo de crítica anti-industrial y anti-tecnológica Los amigos de Ludd, las principales publicaciones de los cuales entre 2001 y 2006 fueron recogidas en Antología de textos de los Amigos de Ludd. En 2011 otro antiguo miembro de este colectivo, Javier Rodríguez Hidalgo, publicó La revolución en la crítica de Félix Rodrigo Mora, una crítica a la obra de Félix Rodrigo, con acusaciones de manipulación histórica y falta de rigor.
Desde 2008 ha centrado su obra escrita e investigadora  y sus conferencias en las condiciones conducentes a una revolución democrática, axiológica y civilizadora, sobre política, historia, tecnología, universidad, ética y pedagogía, sobre las bases civilizadoras de la naturaleza y la ruralidad, sobre el daño espiritual del alcohol, la situación del galleguismo nacionalista/autonomista gallego, y sobre la naturaleza negativa del Estado de Bienestar.
Reivindica el sistema concejil medieval del románico, afirmando que existen mitos negativos sobre la Edad Media, y el mundo rural tradicional. Afirma que la organización social que conocemos como el comunal surge en la Alta Edad Media, con la revolución bagauda, como reacción primero al Imperio Romano, y después al Reino visigodo y al islámico. Es un detractor de la Revolución francesa y la Constitución de Cádiz.
Ha escrito artículos en las publicaciones Soberanía alimentaría, biodiversidad y culturas, Agenda Viva (Fundación Félix Rodríguez de la Fuente), Madrid histórico, The Ecologist, Generación.net, Diagonal, La independiente o CNT.

## Obras
- Erótica creadora de vida: propuestas ante la crisis demográfica (Potlach, 2019) (ISBN 9788409098491).
- Investigación sobre la II República Española, 1931-1936 (Potlach, 2016) (ISBN 978-84-608-5494-4).
- Feminicidio o autoconstrucción de la mujer, volumen I: recuperando la Historia (obra colectiva, en colaboración con María del Prado Esteban Diezma) (Aldarull, 2012) (ISBN 9788493853884).
- Tiempo, historia y sublimidad en el románico rural : el régimen concejil, los trabajos y los meses, el románico amoroso (Potlatch, 2012) (ISBN 978-84-615-9548-8).
- Los montes arbolados, el régimen de lluvias y la fertilidad de los suelos (Cauac, 2012).
- ¿Revolución integral o decrecimiento? Controversia cono Serge Latouche (El grillo libertario, 2011).
- Pensar el 15M y otros textos (obra colectiva, en colaboración con María del Prado Esteban Diezma y Frank G. Rubio) (Manuscritos, 2011) (ISBN 978-84-92497-83-6).
- O atraso político do nacionalismo autonomista galego. Reflexões sobre O atraso económico de Galiza (Ediçöes da Terra, 2011) (Creative Commons Licence) (en gallego)
- O atraso político do nacionalismo autonomista galego (Unión Libertaria, 2010) (ISBN 84-7223-748-6) (en gallego)
- El giro estatolátrico. Repudio experiencial del Estado de Bienestar (Maldecap, 2011) (ISBN 978-84-614-7850-7).
- Seis estudios. Sobre política, historia, tecnología, universidad, ética y pedagogía (Brulot, 2010) (ISBN 978-84-614-4822-7).
- La democracia y el triunfo del Estado (Manuscritos, 2010) (ISBN 978-84-92497-47-8).
- Crisis y utopía en el siglo XXI (Maldecap, 2010) (ISBN 978-84-613-9104-2).
- Borracheras no: pasado, presente y futuro del rechazo a la alcoholización (Aldarull, 2010) (ISBN 978-84-614-1497-0).
- Naturaleza, ruralidad y civilización (Brulot, 2008) (ISBN 84-7223-748-6).
- Informe sobre el socialimperialismo soviético (Emiliano Escolar, 1977) (ISBN 84-7393-029-0).